# 中国边界与海洋研究院
中国边界与海洋研究院是武汉大学的一个学院，位于主校区，创立于2007年。该院学生以历史学、法学、经济学为主。为中华人民共和国外交部、教育部支持下设立的跨学科研究机构。